# 里見義康
里見 義康（さとみ よしやす）は、安土桃山時代から江戸時代初期にかけての大名。里見義頼の長男。安房国館山藩の初代藩主。

## 生涯

### 織豊時代
天正元年（1573年）、安房国の大名・里見義頼の長男として誕生。幼名は千寿丸。
天正15年（1587年）、父・義頼の死により15歳で家督を相続して、左馬頭、左衛門督等の官途を称した｡天正16年（1588年）11月に父に引き続いて、増田長盛の取次のもとで豊臣秀吉に音信を通じ、安房国・上総国両国および下総国の一部を安堵された。
天正18年（1590年）の小田原征伐で秀吉の怒りに触れた結果、上総・下総の所領を没収され、安房4万石（差出検地による石高）に減封された。原因については従来は遅参とされていた。しかし、近年では里見氏が庇護していた小弓公方・足利義明の遺児頼淳を擁して、北条氏によって奪われた旧領回復の好機とし、三浦へ渡海進軍し、鎌倉公方家再興を標榜し独自の禁制を発したことが、私戦を禁じた惣無事令違反に問われたと考えられている。なお、この件を仲介したのが徳川家康であり、これ以降、里見氏は徳川氏に接近する。徳川家康は義康に里見家と徳川家は新田氏を祖とする同族であり親戚だと思っているといった内容「殊一性之儀二候間」の起請文を送っているが、この古文書は滝川恒昭により偽文書の可能性が指摘されている。
その後、天正18年（1590年）10月に上洛し、天正19年（1591年）3月に従四位下侍従・安房守に叙任した。また、織田信長の姪を夫人とした｡
天正19年（1591年）7月、帰国した義康は九戸一揆鎮圧のために東北へ出兵し、9月には帰国している。同じ時期、増田長盛が安房国で検地を行っている。これは本格的な太閤検地ではなく、村や知行者より書き出させる差出検地であった。また、6月から11月までの間にかけて、岡本城から館山城へ移転している。
文禄元年（1592年）の文禄の役では、家康に随行して渡海はせずに肥前名護屋城に滞陣した。
慶長2年（1597年）、増田長盛により安房国において初めて石高制による本格的な太閤検地が行われた。これにより新たな知行割が行われ、石高制による知行制度が成立した。石高は9万1千石に高直しされる。近世的な「村」を確定し、石高制を確立して、大名里見氏の権力基盤を形成したといえる。

### 江戸時代
慶長5年（1600年）の関ヶ原の戦いでは、徳川家康に従い会津征伐に向かうが、関ヶ原へ向かう軍には組織されず、結城秀康の配下の軍として宇都宮城の守備を担当し上杉景勝の南下を阻んだ。
戦後、論功行賞により常陸国鹿島郡3万石余を加増され計12万数千石を領することとなった。
江戸幕府が武蔵に開かれると国持大名の列に並んだが、慶長8年（1603年）11月16日に死去。家督は10歳の嫡男・梅鶴丸（のちの忠義）が相続した。

## 系譜
- 父：里見義頼（1543-1587?）
- 母：龍雲院 - 正木時茂の娘
- 正室：織田信長の姪
  - 長男：里見忠義（1594-1622）
  - 男子：里見忠堯

## 参考論文
- 大野太平『房総里見氏の研究』寶文堂書店、1933年。
- 市村高男「豊臣政権と房総―里見分国上総没収をめぐって―」『千葉県史研究』2号、1994年。
- 岸野達也「陸奥の仕置反対一揆と里見氏」『里見氏研究』第3号、2024年。
- 滝川恒昭「里見氏にあてた家康の起請文」『季刊ぐんしょ』58号、2002年。/所収:滝川恒昭 編『房総里見氏』戎光祥出版、2014年。
- 滝川恒昭・細田大樹編 編『図説 戦国里見氏　房総の海・陸を制した雄族のクロニクル』戎光祥出版、2022年。
- 竹井英文 著「房総一和と戦国期東国社会」、佐藤博信 編『中世東国の政治構造』吉川弘文館、2007年。
- 川名登「房総里見文書の研究」『日本歴史』179号、1963年。
- 川名登「館山城についての一考察」『商経論集』16号、1983年。
- 川名登 著「近世初期安房国の検地について―太閤検地と徳川検地―」、北島正元 編『世の支配体制と社会構造』吉川弘文館、1983年。
- 川名登「里見家臣団組織の成立」『千葉史学』56号、2010年。